# Парк Ваке
Парк Ваке (груз. ვაკის პარკი ვაკის პარკი) — міський парк Тбілісі (Грузія), розташований між проспектом Чавчавадзе, вулицею Мішвеладзе і підйомом Ніно Цхведадзе. Назву «Ваке» також носить і район міста Тбілісі, де знаходиться парк «Ваке».

## Історія
«Ваке» в перекладі з грузинського — «рівнина». І парк дійсно знаходиться на рівнинній місцевості.
Парк відкритий в 1946 році на території колишнього пустиря. За проектом архітектора Кахабера Дгебуадзе і дендролога Н. Ціцішвілі була проведена велика робота по осушенню і плануванню території (із застосуванням вибухових робіт), створення ґрунтового покриву. Були висаджені сотні тисяч хвойних, листяних, плодових дерев (вдалий досвід масової пересадки дорослих примірників) і чагарників. Створення парку стало найбільшим проектом озеленення Тбілісі.
Центральна частина парку має регулярне планування, окраїна є дендропарк. Від проспекту Чавчавадзе, що підноситься над парком на висоті 7 метрів, в парк ведуть монументальні сходи з каскадом фонтанів (автори фонтанів В. Абрамішвілі, Н. Джобадзе). Композиція будується на осі, яка сильно акцентована в просторі парку, і системі променевих доріжок. Автор скульптур — І. Патарідзе. Побудовано кінотеатр, ресторан, паркові павільйони. У 1956 році за проектом Кахабера Дгебуадзе побудований стадіон «Буревісник» на 25 тисяч глядачів (раніше носив назву «Локомотив», а нині носить ім'я відомого радянського футболіста Михайла Месхі).
У радянські часи парк Ваке носив назву парк Перемоги. Тут був створений комплекс меморіалу Слави з 28-метровою статуєю Перемоги (1981 рік, архітектори В. Алексі-Месхішвілі, К. Нахуцрішвілі, скульптор Г. Очіаурі).
В околицях парку на одній з вершин Тріалетського хребта розташоване Черепаше озеро, довжина озера біля 1 км. Біля озера часто проводяться різні фестивалі и концерти. Від проспекту Чавчавадзе до озера влаштована повітряно-канатна дорога. Черепаше озеро популярне серед туристів і місцевого населення для прогулянок і купання в літню пору. Недалеко від озера знаходяться руїни охоронної вежі.
В деяких частинах парку встановлені дитячі майданчики, що дозволяє відпочивати містянам з дітьми. Також неподалік знаходяться кафе і  ресторани.

## Галерея

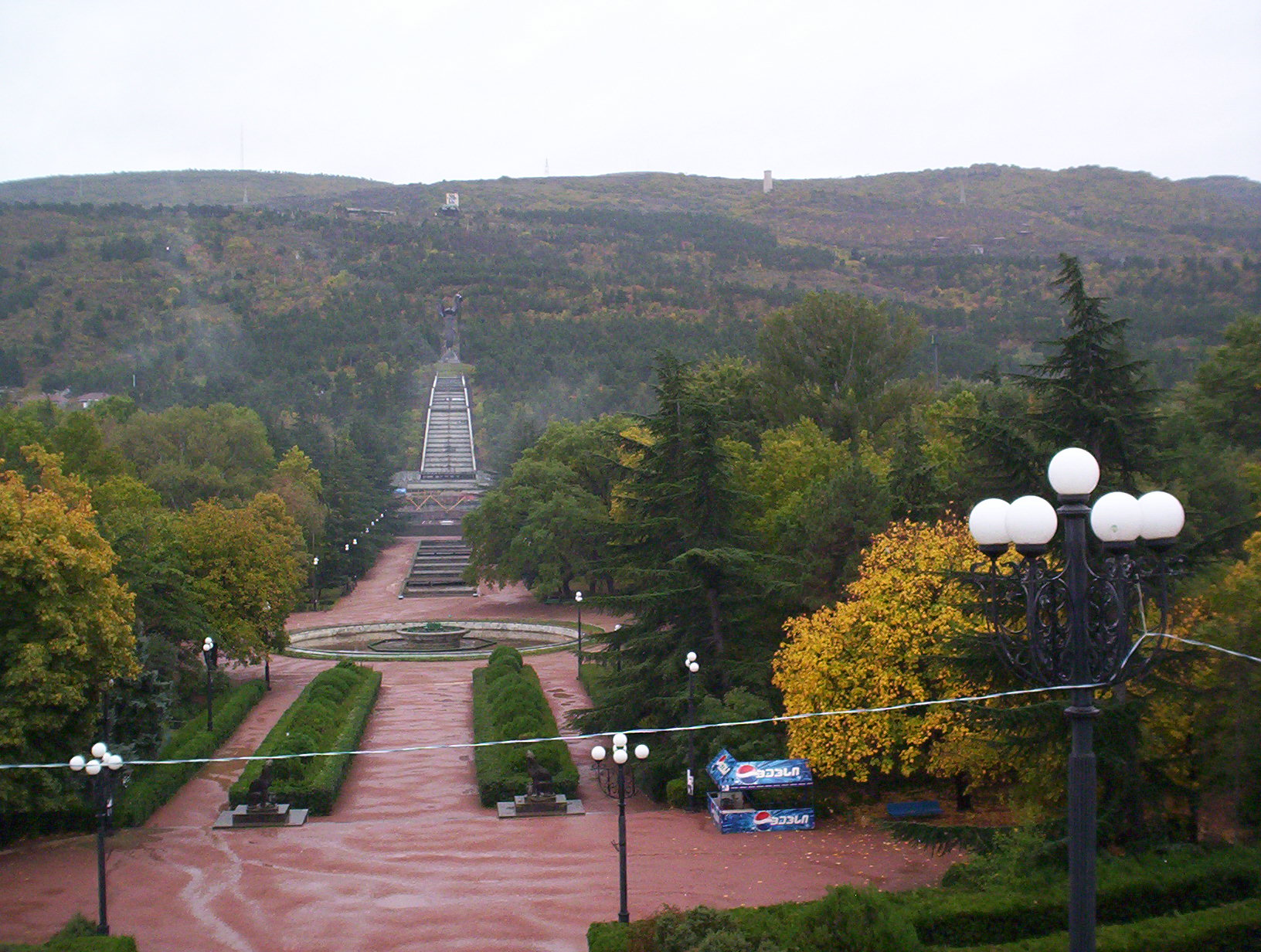
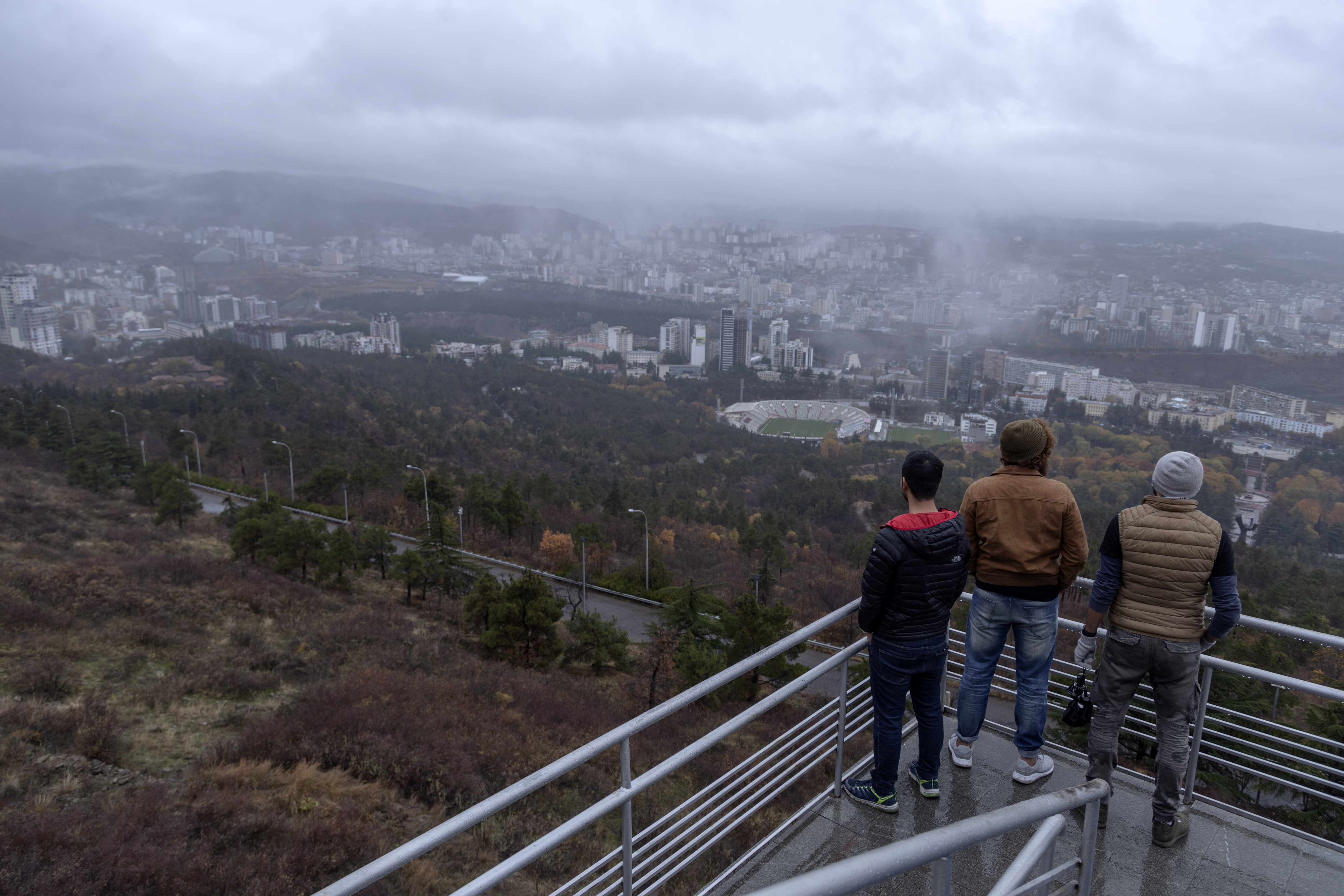

## Пам'ятки
Тбіліський етнографічний музей

## Дивись також
Парк Ріке • Парк 9 квітня • Парк Вірі • Парк Іраклія II • Тбіліський ботанічний сад